# Осада Килии (1790)
Осада Килии — одно из сражений Русско-турецкой войны 1787—1791 во время осенней кампании 1790 года. 
Победа русской эскадры под командованием Ф. Ф. Ушакова над турецкой эскадрой у мыса Тендра 28 августа (8 сентября) обеспечила прочное господство российского флота в Черном море, позволила очистить северо-западную часть моря от кораблей противника, открыла свободный выход кораблям Лиманской флотилии в море и переход гребной флотилии в Дунай и ее участие во взятии совместно с сухопутными войсками ряда крепостей. 
Главнокомандующий российской армией на юге Г. А. Потёмкин перешел в наступление и занял несколько мелких турецких крепостей в Придунавье: Исакчу и Тулчу. Затем наступила очередь Килии и Измаила.
Крепость Килия представляла собой каменный замок, обнесенный окопами, и отдельный ретраншемент, прикрывавший подступы с поля. Турки, узнав о подходе русских войск, усилили гарнизон крепости подкреплениями, переброшенными с правого берега Дуная.
Корпус, предназначенный действовать против Килии, под командой генерал-аншефа И. И. Меллер-Закомельского подошёл 4 (15) октября и расположился с северной стороны в 2,5 верстах от передовых окопов крепости. Так как из-за продолжавшегося шторма гребная флотилия Дерибаса, предназначенная содействовать армии со стороны Дуная, не могла войти в устье реки, Меллер-Закомельский решил захватить крепость штурмом одной пехоты.
6 (17) октября гренадеры штыковой атакой выбили турок из ретраншемента и продвинулись к окопам, окружавшим замок, на подходе к которому были встречены картечным огнём из замка и со стороны турецкой флотилии, стоявшей у берега. Понеся потери, гренадеры в беспорядке отошли к захваченному ретраншементу. Чтобы восстановить порядок, на место боя прибыл командующий. В этот момент он был ранен и передал командование генерал-аншефу И. В. Гудовичу. Ранение оказалось смертельным, и через некоторое время Меллер-Закомельский скончался.
Осознав, что штурмом взять Килию не получится, Гудович начал правильную осаду крепости. В ночь с 7 на 8 октября впереди захваченного ретраншемента была установлена батарея из 18 орудий, которая повела обстрел крепости и турецкой флотилии. Флотилия была вынуждена отойти подальше. В ночь с 8 на 9-го были выведены вперёд апроши, в которых в ночь с 10 на 11-го были устроены брешь-батареи на 13 осадных орудий и 4 мортиры, из которых начался обстрел крепости.
13 (24) октября напротив ближайшего к крепости острова была установлена батарея из 4 орудий, огонь с которой позволил 17-го числа занять сам остров по понтонному мосту. Батарея, установленная на захваченном острове, стала обстреливать корабли турецкой флотилии, не подпуская их к крепости.
Постоянный артиллерийский обстрел позволил подавить орудия замка, флотилии и пробить брешь в стене. 18 (29) октября комендант крепости вступил в переговоры о капитуляции. Гарнизону (5 тысяч человек) было разрешено переправиться за Дунай вместе с оружием. Русским достались 84 пушки и несколько знамён.